# Laiterie (agriculture)
Pour les articles homonymes, voir Laiterie.

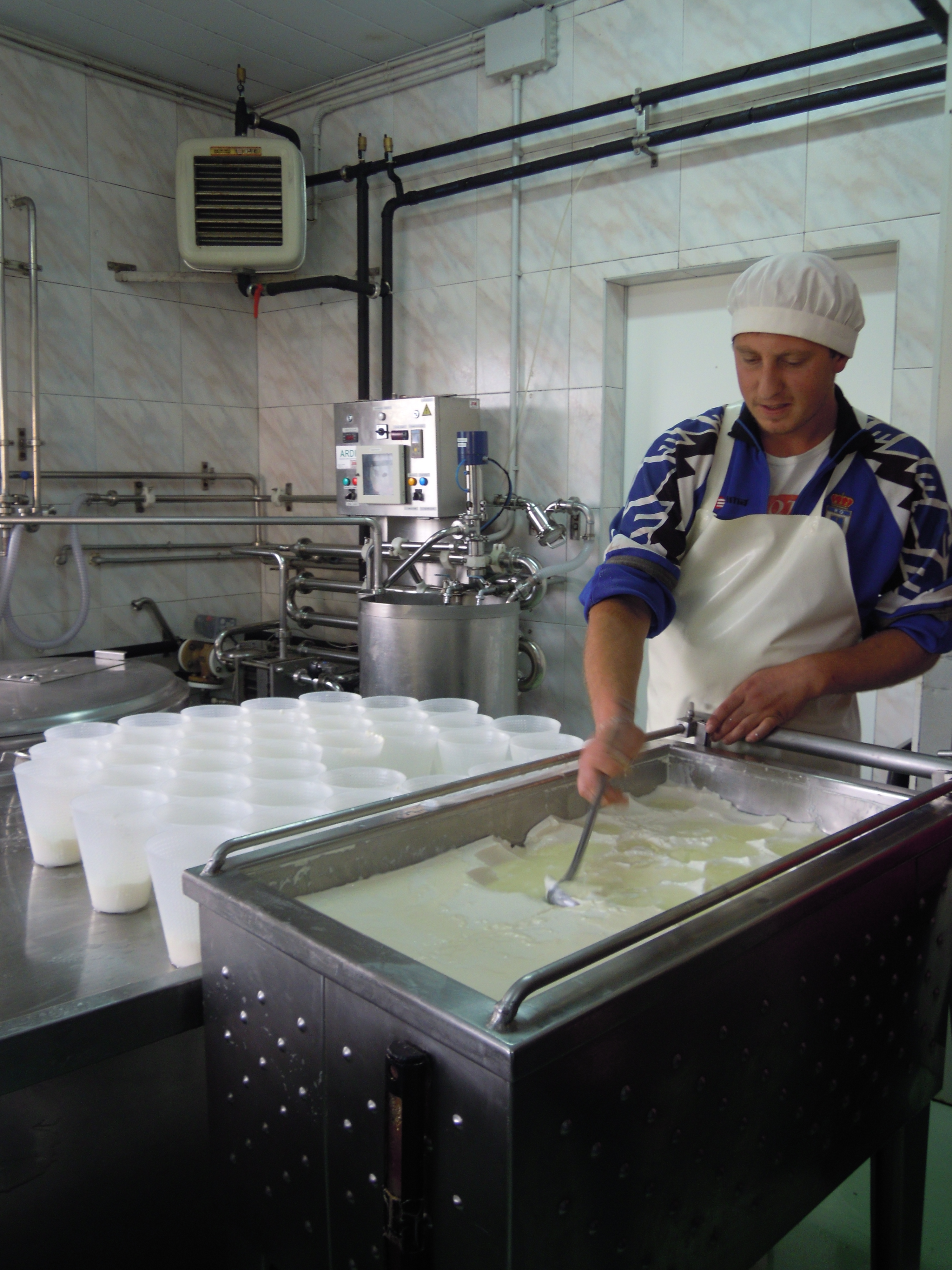
Fabrication de fromages dans une petite laiterie des Asturies.

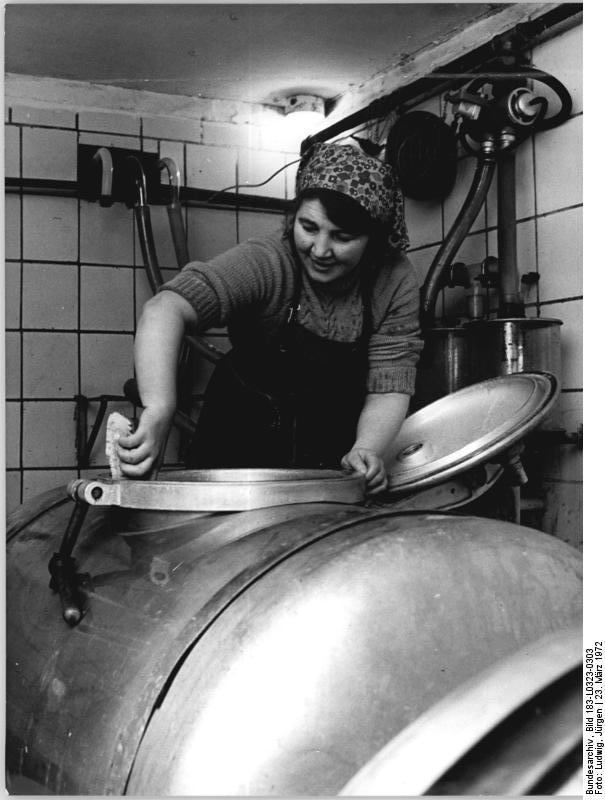
Nettoyage d'une citerne dévolue à l'entreposage du lait. Allemagne, 1972.

Dans le secteur de l'artisanat ou de l'industrie agroalimentaire, une laiterie ou une usine laitière désigne un lieu de rassemblement de la collecte des laits crus achetés aux agriculteurs, de vérification et de transformation de ces laits (pasteurisation, microfiltration, ultrafiltration, standardisation, empaquetage, chauffage haute température) et de redistribution des divers laits obtenus à destination des consommateurs finaux ou à d'autres entreprises, consommateurs intermédiaires de produits laitiers.
Sur une ferme laitière le mot désigne le local où est entreposé temporairement le lait. Il peut  aussi y être transformé, on peut alors parler de laiterie-fromagerie … 

## Définition et rôle de la laiterie
- En agriculture, une laiterie est une dépendance d'une ferme qui sert à entreposer le lait cru après la traite pour le vendre ou pour le transformer sur place ; elle est généralement contigüe à la salle de traite ou en est peu éloignée. Si la destination du lait est la cession, ce lait doit donc être collecté par un artisan ou par l'industrie agroalimentaire. Si la destination est la vente en production fermière, il sera transformé en beurre, en crèmes, en fromages, en yaourts par l'agriculteur producteur fermier. L'installation d'une laiterie doit satisfaire à certaines dispositions réglementaires notamment en ce qui concerne l'hygiène.

- Dans l'industrie la laiterie désigne aussi l'usine de traitement du lait pour le lait de consommation, les produits laitiers de consommation (yaourt, fromages...) ainsi que pour les spécialités industrielles (lait en poudre, caséine, lactose).

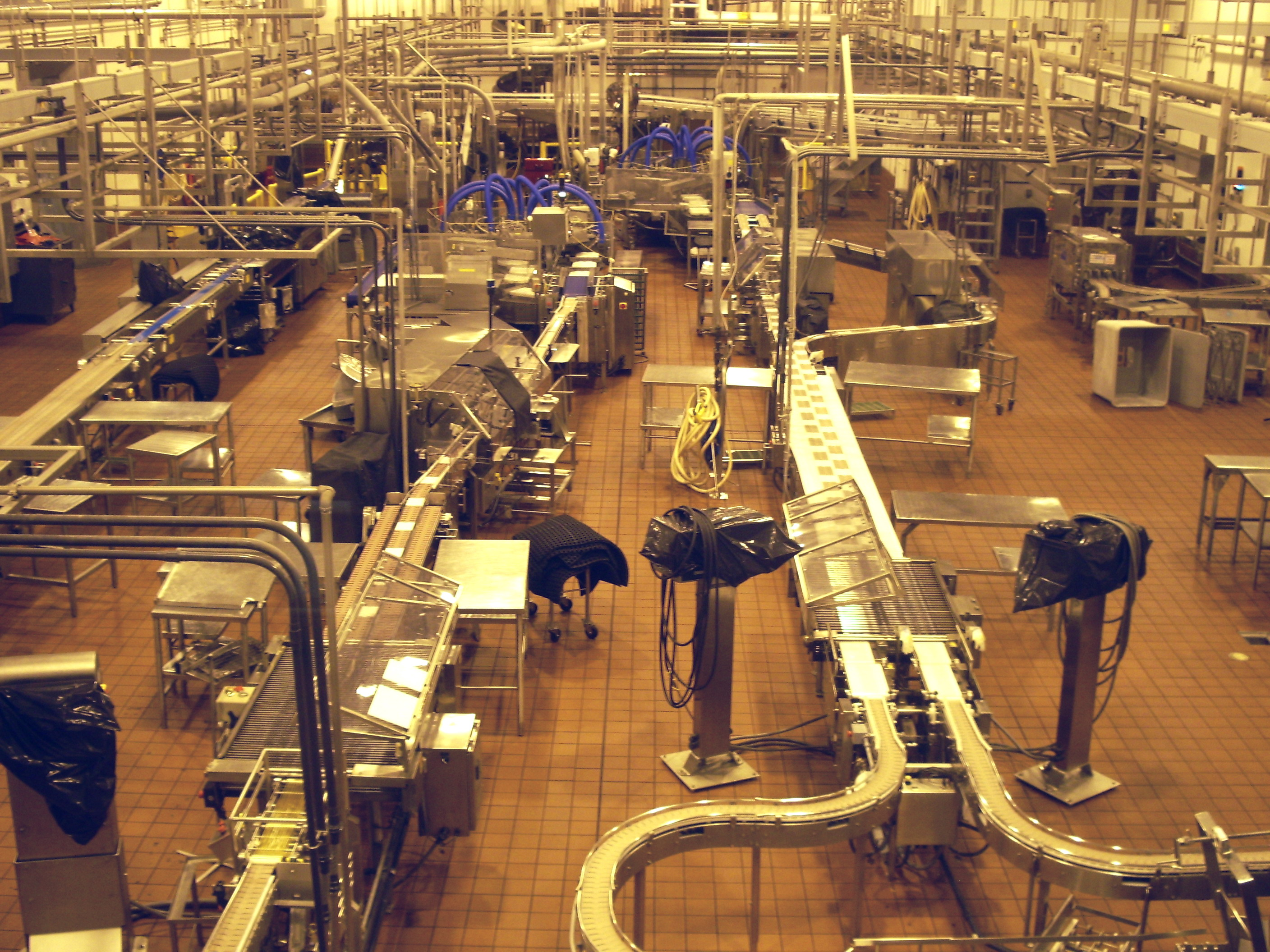
Vue sur les chaînes de conditionnement de fromage d'une laiterie industrielle de l'Oregon.

## Histoire
Avant le XIXe siècle, les fermes n'ont généralement pas de local spécifique pour l'entreposage du lait cru et du matériel qui s'y rapporte. Jattes, pots à crème, écrémeuse, baratte sont rangés dans une petite pièce fraiche, entre l'étable et la salle principale. Mais ce n'est pas le cas dans les régions d'altitude, où la production laitière et sa transformation nécessite depuis longtemps des locaux adaptés.

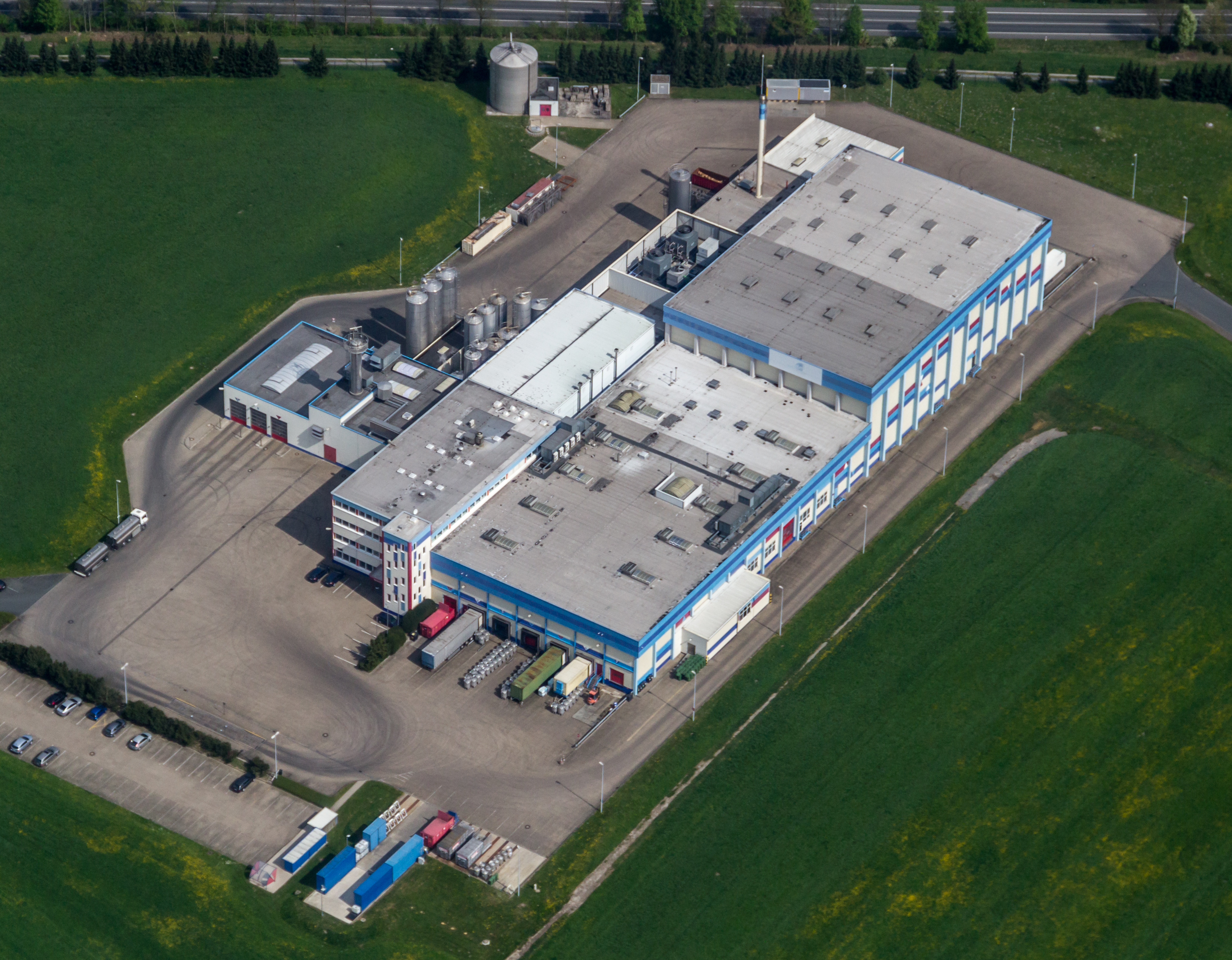
Usine laitière de Deutsches Milchkontor (DMK), Coesfeld (Allemagne), 2014

Fin du XIXe siècle, la crise et la spéculation agricole ainsi que l'intérêt des populations urbaines pour les produits laitiers incitent les agriculteurs à développer l'élevage en plaine, en tirant partie des cultures fourragères complétées par l'utilisation d'aliments concentrés, et à mieux tirer profit des produits dérivés du lait. Ceci les amène, à construire des bâtiments annexes, dont les laiteries. L'invention de l'écrémeuse centrifuge par Gustaf de Laval en 1878 facilite cette évolution. Beaucoup d'éleveurs peuvent alors vendre du beurre ou de la crème et garder le lait écrémé pour la consommation domestique, la fabrication de fromage maigre à usage domestique ou pour la vente. Les résidus ultimes (lactosérum, babeurre) servent le plus souvent à l'engraissement des cochons. La laiterie est généralement gérée par les femmes et la vente de beurre génère un revenu dont elles disposent. Beurre et fromage maigre en quantité suffisante, simplement conservés au frais, sécurisent aussi l'alimentation de la famille notamment celle des jeunes enfants.
L'artisanat et l'industrie adoptent aussi massivement l'écrémeuse centrifuge dans le années 1890. À l'arrivée à l'usine le lait est désormais d'emblée écrémé. La crème est ensuite rajouté en fonction des recettes à chaque produit laitier. La crème restante est transformée en beurre permettant un amortissement rapide des écrémeuses et des revenus supplémentaires.
Le développement progressif de la réfrigération dans l'industrie à partir des années 1920 apporte d'autres améliorations.
Au XXe siècle, avec l'augmentation de la production laitière, les installations s'agrandissent et se perfectionnent pour conserver, dans des conditions d'hygiène requises par la réglementation, le lait cru depuis la traite jusqu'à sa collecte éventuelle par l'industrie laitière.
L'histoire des laiteries ou entreprise de collecte et de re-distribution du lait ou de transformation éventuelle reste complexe, car avant le grand tournant des années 1950-60, unités et entreprises sont multiples et assez petites, éphémères et souvent mobiles en ville. Ainsi la courte durée d'activité de la laiterie Lung à Saint-Dié... reste bien plus caractéristique de l'immense nombre de laiteries qui ont existé que les rares et extraordinaires entreprises familiales, telles que les Laiteries Triballat qui ont développé leurs activités avec succès jusqu'à nos jours.
Après les années 1950, le lait n'est plus vraiment un produit agricole local, il est conditionné avec de nouvelles technologies supposées plus performantes (pour cela il est en partie dénaturé) permettant de l'exporter très loin de la zone de production. La taille des unités s'accroît.
La production de produits laitiers à la ferme destinés à la vente directe le plus souvent n'a cependant jamais cessé et connaît au XXIe siècle un regain d'intérêt notamment avec le développement de la consommation locale ou bio. Certains producteurs revendiquent le titre de paysan-fromager. La laiterie peut alors être flanquée d'une salle de vente.